# 黃土關金坑戰鬥
黃土關，金坑戰鬥發生於1933年12月20日，地點則是在中國江西黎川。是國共內戰前期主要戰鬥之一。該戰鬥交戰一方為中華民國國民革命軍，另一方則為中國共產黨所領導之中國工農紅軍。戰鬥末了，紅軍傷亡百餘人。